# Гартсвілл (Нью-Йорк)
Гартсвілл (англ. Hartsville) — місто (англ. town) в США, в окрузі Стубен штату Нью-Йорк. Населення — 558 осіб (2020).

## Демографія
Згідно з переписом 2010 року, у місті мешкало 609 осіб у 245 домогосподарствах у складі 172 родин. Було 405 помешкань
Расовий склад населення:
| - 99,2 % — білих - 0,2 % — корінних американців - 0,2 % — чорних або афроамериканців |

До двох чи більше рас належало 0,5 %. Частка іспаномовних становила 0,5 % від усіх жителів.
За віковим діапазоном населення розподілялося таким чином: 20,9 % — особи молодші 18 років, 62,0 % — особи у віці 18—64 років, 17,1 % — особи у віці 65 років та старші. Медіана віку мешканця становила 45,5 року. На 100 осіб жіночої статі у місті припадало 116,7 чоловіків;  на 100 жінок у віці від 18 років та старших — 119,1 чоловіків також старших 18 років.
Середній дохід на одне домашнє господарство  становив 71 033 долари США (медіана — 58 295), а середній дохід на одну сім'ю — 80 019 доларів (медіана — 69 583). Медіана доходів становила 45 250 доларів для чоловіків та 38 646 доларів для жінок. За межею бідності перебувало 5,0 % осіб, у тому числі 3,7 % дітей у віці до 18 років та 9,1 % осіб у віці 65 років та старших.
Цивільне працевлаштоване населення становило 328 осіб. Основні галузі зайнятості: освіта, охорона здоров'я та соціальна допомога — 27,4 %, будівництво — 16,2 %, виробництво — 14,0 %.